# Súr
Súr là một thị trấn thuộc hạt Komárom-Esztergom, Hungary. Thị trấn này có diện tích 37,36 km², dân số năm 2010 là 1251 người, mật độ 33 người/km².